# 5759 Zoshchenko
5759 Zoshchenko è un asteroide della fascia principale. Scoperto nel 1980, presenta un'orbita caratterizzata da un semiasse maggiore pari a 2,8856464 UA e da un'eccentricità di 0,0304607, inclinata di 2,99576° rispetto all'eclittica.
L'asteroide è dedicato allo scrittore russo Michail Michajlovič Zoščenko.